# Lavinia Wilson
Lavinia Wilson (nacida el 8 de marzo de 1980) es una actriz alemana. Ha aparecido en más de sesenta películas desde 1992.

## Filmografía seleccionada
| Year      | Title                      | Role                  | Notes          |
| --------- | -------------------------- | --------------------- | -------------- |
| 1996      | The First Time             | Fili                  | Película de TV |
| 2003      | Gun-Shy                    | Isabella              |                |
| 2004      | Alone                      | Maria                 |                |
| 2005      | Æon Flux                   | Madre de Sasha Prillo |                |
| 2006-2007 | Die Familienanwältin       | Katrin Winkelmann     | Serie de TV    |
| 2007      | Der letzte Zeuge           | Dr. Nadja Heron       | Serie de TV    |
| 2008      | Tandoori Love              | Sonja                 |                |
| 2009      | Lulu and Jimi              | Anne                  |                |
| 2010      | 2030 – Aufstand der Jungen | Sophie                |                |
| 2013      | Quellen des Lebens         |                       |                |
| 2014      | Wrecked                    | Elizabeth Kiehl       |                |
| 2018      | Deutschland 86             | Brigitte Winkelmann   |                |
| 2020      | Deutschland 89             | Brigitte Winkelmann   |                |
| 2020      | Was wir wollten            | Alice                 |                |
| 2025      | Cassandra                  | Cassandra             | Serie de TV    |